# C21H38O4
化学式C21H38O4（摩尔质量：354.52 g/mol）可能指：
- 1-亚油酸甘油酯，CAS号：2277-28-3
- 衣康酸二(2-乙基己基)酯，CAS号：2287-83-4
- 乙酰蓖麻油酸甲酯，CAS号：140-03-4

|  | 这个同类索引页列出了具有相同分子式的化学物（即同分異構體）条目。 除非您是有意链接至本页，否则应将相应条目的内部链接指向正确的条目。 |